# Éphore de Cumes
Pour les articles homonymes, voir Éphore.
Éphore de Cymé ou Éphore de Cumes (en grec ancien Ἔφορος) fut un célèbre orateur et historien de l'époque classique de la civilisation grecque (IVe siècle av. J.-C.). Né vers 400 av. J.-C., il était de Cymé en Asie Mineure. Il fut le disciple d'Isocrate et composa en -340, sous son conseil, une Histoire universelle des Grecs et autres peuples depuis le retour des Héraclides jusqu’en -340, dont les savants regrettent la perte.

## Biographie
Éphore fut disciple du rhéteur Isocrate et sans doute un condisciple d'un autre historien fort connu à l'époque, Théopompe. Une curieuse anecdote de Plutarque indique qu'il fut accusé de conspiration à l'encontre d’Alexandre le Grand, mais qu'il fut victorieusement acquitté de cette accusation en se défendant lui-même avec courage devant le roi. Si cette anecdote est véridique, elle révèle la force de caractère de cet historien, ainsi que son adresse dans le domaine rhétorique. Pour le reste, peu d’informations sur la vie d'Éphore subsistent. Éphore fut suffisamment célèbre à son époque, pour avoir — bien plus tardivement — été l'objet d'une notice dans la Souda. Selon le témoignage isolé de Clément d'Alexandrie, dans son ouvrage Hellenika il aurait poursuivi son récit jusqu'en 333 av. J.-C. Cette date tardive pour l'achèvement de son récit pourrait s'expliquer par le fait que son fils Demophilos réédita et compléta l'œuvre de son père. En tout état de cause, la période décrite dans son œuvre est précieuse pour préciser l'époque d'activité de cet historien.

## Œuvre
Son œuvre majeure s'intitule Helléniques en 30 livres. Il commence sa narration au retour des Héraclides, ou selon la Souda par la guerre de Troie, pour achever son récit en -341 par la description du siège de Périnthe. Après sa mort son fils dénommé Démophilos acheva son œuvre. Il était soucieux de confronter ses sources comme le révèle un fragment de sa préface. Néanmoins son travail d'historien fut très tôt critiqué par un autre historien, Timée de Tauroménion, pour ses inexactitudes, puis par des philosophes comme Alexinos, ou bien Straton de Lampsaque, qui avait publié contre lui un ouvrage intitulé Sur les examens des découvertes, qui relatait les inventions importantes de ses prédécesseurs, ainsi que les propos des sages anciens, comme les Sept sages. L’historien Polybe dans ses histoires, parle d'Éphore et de son œuvre en termes plutôt élogieux.
Cependant les divers fragments qui subsistent de son œuvre font plutôt penser que ces critiques étaient souvent partiales. En effet dans ses premiers livres, il a su présenter les peuples les plus divers, ainsi que leurs modes de vie. Attaché à recueillir la tradition des logographes, bien avant celle des mythographes, il a fait œuvre critique pour son sujet : une période — celle succédant à la guerre de Troie — est empreinte de nombreuses légendes.

### Survie de son œuvre
De nombreux écrivains de l'Antiquité, tels que Strabon, ont cité, voire recopié son œuvre. C'est le cas de Diodore de Sicile dans sa Bibliothèque historique qui l'utilisa comme source sur la période de l'expansion macédonienne en Grèce antique faite par Philippe II (jusqu'à la fin de la troisième guerre sacrée).
Par ailleurs une controverse actuelle anime les érudits contemporains, certains chercheurs comme Edward M. Walker estiment que les fragments des Helléniques d'Oxyrhynque pourraient être les vestiges de la grande histoire d'Éphore. À l'appui de sa démonstration ce chercheur avance des arguments sur la similitude dans la narration, et la syntaxe entre ces fragments de papyrus et certains livres rédigés par Diodore de Sicile.